# Mayor of Kingstown
Mayor of Kingstown es una serie de televisión estadounidense de suspenso y crimen creada por Taylor Sheridan y Hugh Dillon para el servicio OTT en streaming Paramount+. La serie se centra en la familia McLussky, una poderosa familia de la ciudad ficticia de Kingston y sus conflictos en el negocio del encarcelamiento. Protagonizada por Jeremy Renner, la serie se estrenó el 14 de noviembre de 2021. En febrero de 2022, la serie fue renovada para una segunda temporada, que se estrenó el 15 de enero de 2023.

## Premisa
Kingstown, Michigan, es una ciudad empresarial ficticia donde el negocio principal y próspero es el encarcelamiento. La familia McLusky, la más poderosa de la ciudad, ha mantenido la paz en Kingstown durante décadas, actuando como mediadores entre las pandillas callejeras, los prisioneros, los guardias y la policía. Al abordar temas de racismo sistémico, corrupción y desigualdad, la serie ofrece una mirada cruda a su intento de llevar orden y justicia a una ciudad que no los tiene.

## Elenco

### Principal
- Jeremy Renner como Mike McLusky: El protagonista de la serie que comenzó como la mano derecha de su hermano mayor Mitch, Mike asume el cargo de "alcalde" después de la muerte de Mitch en el primer episodio. Mike, el hermano mediano de los McLusky, pasó toda su infancia soñando con salir de Kingstown. Más adelante en la temporada, se descubre que Mike estuvo una vez recluso en la prisión de Kingstown y ascendió al rango de "Shot-Caller" para los reclusos blancos.
- Dianne Wiest como Mariam McLusky: La matriarca de los hermanos McLusky. Mariam es una profesora universitaria que se ofrece como voluntaria para enseñar a las reclusas en la prisión de mujeres. Miriam es plenamente consciente de las actividades en las que participan sus hijos y siente una profunda animosidad hacia Mike.
- Hugh Dillon como Ian Ferguson: Un detective experimentado y duro del Departamento de Policía de Kingstown y socio de Kyle.
- Tobi Bamtefa como Deverin "Bunny" Washington: El líder de los Crips en Kingstown, Bunny pasa sus días sentado en una silla de jardín vendiendo drogas que tiene en hieleras junto a él al aire libre. Bunny tiene una buena relación con Mike y es lo más parecido a un amigo que tiene Mike.
- Taylor Handley como Kyle McLusky: El menor de los hermanos McLusky. Kyle es detective del Departamento de Policía de Kingstown. Kyle a menudo lucha con las decisiones que se ve obligado a tomar para ayudar a sus dos hermanos mayores con sus negocios, así como con las tácticas cuestionables que sus compañeros oficiales emplean con los sospechosos. Como una forma de distanciarse del caos y la corrupción del trabajo en Kingstown, Kyle está cerca de conseguir un traslado a la Policía Estatal de Michigan. Kyle también está casado con Tracy y está esperando su primer hijo. En la temporada 2, Kyle trabaja actualmente como policía estatal de Michigan, pero después de un tiroteo policial que resultó en la muerte de su pareja y dejó huérfano a un niño pequeño, Kyle se siente abrumado por el trauma y la culpa que afectan su relación con su esposa.
- Emma Laird como Iris: Una escort de habla suave que trabaja para Milo y la mafia rusa para seducir y sobornar a funcionarios del gobierno. Iris es originalmente llevada a Kingstown en un intento de controlar a Mike.
- Derek Webster como Stevie: Un detective del Departamento de Policía de Kingstown y otro aliado de los hermanos McLusky.
- Hamish Allan-Headley como Robert Sawyer: Un sargento de policía que lidera un equipo de élite de agentes SWAT de Kingstown. Robert es una fuerza de la naturaleza que no teme hacer lo que sea necesario para realizar el trabajo, lo que incluye operar a su equipo más bien como un escuadrón de la muerte.
- Pha'rez Lass como P-Dog (temporada 1): Un "llamador de tiros" y líder de los reclusos Crip en la prisión de Kingstown. P-Dog lidera un motín en la prisión en busca de represalias contra los guardias por sus malos tratos. P-Dog finalmente muere en el final de la temporada 1 por miembros de la Guardia Nacional de Michigan.
- Aidan Gillen como Milo Sunter: Un mafioso ruso que pasa cadena perpetua en prisión después de matar a los guardias durante el robo de un vehículo blindado.
- Kyle Chandler como Mitch McLusky (temporada 1): El mayor de los hermanos McLusky, Mitch asumió el papel de "alcalde" después de que su padre, el "alcalde" original, muriera.
- Nishi Munshi como Tracy McLusky (temporada 2; recurrente en temporada 1): La esposa de Kyle, que está embarazada de su hijo.

### Recurrente
- James Jordan como Ed Simmons (temporada 1): Un sargento penitenciario que ayuda a coordinar con Mike y Mitch el trato con los reclusos. Ed muere en el final de la temporada 1 a manos de P-Dog.
- Nichole Galicia como Rebecca: La secretaria de Mitch y luego de Mike.
- Andrew Howard como Duke: El líder de un capítulo local de la Hermandad Aria en Kingstown, que también controla a los reclusos blancos dentro de la prisión. Duke una vez cumplió condena junto a Mike en la prisión de Kingstown, ambos actuando como "Shot Callers". Mike mata a Duke hacia el final de la temporada 1 en represalia por abusar de Iris.
- José Pablo Cantillo como Carlos Jiménez: Un líder de alto rango de la mafia mexicana. Carlos también cumplió condena con Mike en la prisión de Kingstown cuando era un "llamador de tiros" para los blancos.
- Michael Beach como el capitán Kareem Moore: El líder de los guardias de la prisión de Kingstown. Durante la temporada 2, Kareem fue ascendido a director interino de la prisión de Kingstown.
- Necar Zadegan como Evelyn Foley: Asistente del fiscal de distrito de la ciudad de Kingstown, que, en secreto, tiene una aventura con Mike.
- Jason Kelley como Tim Weaver: Un oficial penitenciario que también ayuda a Mike y Mitch.
- Mandela Van Peebles como Sam: El sobrino de Tim y un oficial penitenciario novato, cuyas acciones causan caos dentro y fuera de la prisión.
- Rob Kirkland como el Capitán Walter: Capitán de policía del Departamento de Policía de Kingstown.
- Rob Stewart como el Capitán Richard Heard: Capitán de detectives del Departamento de Policía de Kingstown.
- Natasha Marc como Cherry: Una joven reclusa de 20 años en la prisión de mujeres y una de las alumnas de Miriam.
- Stacie Greenwell como Abby Steele: Una oficial penitenciaria experimentada asignada a la prisión de mujeres.
- George Tchortov como Joseph: La mano derecha de Milo y líder de la mafia rusa que opera en Kingstown. En la temporada 2 se revela que Joseph estaba teniendo una aventura en secreto con Tatiana a espaldas de Milo, lo que resultó en que tuvieran un hijo juntos.
- Gratiela Brancusi como Tatiana (temporada 2):[2] Otra escort que trabaja para Milo y la mafia rusa. Ella también es la madre del hijo de José.
- Lane Garrison como Carney (temporada 2):[2] Un guardia de la prisión de Kingstown que asume el papel que ocupó su predecesor Ed Simmons después de su muerte.

## Episodios
| Temporada | Temporada | Episodios | Episodios | Emisión original        | Emisión original    |
| Temporada | Temporada | Episodios | Episodios | Primera emisión         | Última emisión      |
| --------- | --------- | --------- | --------- | ----------------------- | ------------------- |
|           | 1         | 10        | 10        | 14 de noviembre de 2021 | 9 de enero de 2022  |
|           | 2         | 10        | 10        | 15 de enero de 2023     | 19 de marzo de 2023 |

### Temporada 1 (2021-2022)
| N.º | Título                   | Dirigido por    | Escrito por                                                    | Fecha de emisión original |
| --- | ------------------------ | --------------- | -------------------------------------------------------------- | ------------------------- |
| 1   | «The Mayor of Kingstown» | Taylor Sheridan | Historia: Taylor Sheridan & Hugh Dillon Guión: Taylor Sheridan | 14 de noviembre de 2021   |
| 2   | «The End Begins»         | Ben Richardson  | Taylor Sheridan                                                | 14 de noviembre de 2021   |
| 3   | «Simply Murder»          | Taylor Sheridan | Taylor Sheridan                                                | 21 de noviembre de 2021   |
| 4   | «The Price»              | Ben Richardson  | Taylor Sheridan                                                | 28 de noviembre de 2021   |
| 5   | «Orion»                  | Guy Ferland     | Taylot Sheridan                                                | 5 de diciembre de 2021    |
| 6   | «Every Feather»          | Guy Ferland     | Taylor Sheridan                                                | 12 de diciembre de 2021   |
| 7   | «Along Came a Spider»    | Clark Johnson   | Taylor Sheridan                                                | 19 de diciembre de 2021   |
| 8   | «The Devil is Us»        | Clark Johnson   | Taylor Sheridan                                                | 26 de diciembre de 2021   |
| 9   | «The Lie of the Truth»   | Stephen Kay     | Taylor Sheridan                                                | 2 de enero de 2022        |
| 10  | «This Piece of My Soul»  | Stephen Kay     | Taylor Sheridan                                                | 9 de enero de 2022        |

### Temporada 2 (2023)
| N.º en serie | N.º en temp. | Título                  | Dirigido por | Escrito por                              | Fecha de emisión original |
| ------------ | ------------ | ----------------------- | ------------ | ---------------------------------------- | ------------------------- |
| 11           | 1            | «Never Missed a Pigeon» | Stephen Kay  | Dave Erickson & Taylor Sheridan          | 15 de enero de 2023       |
| 12           | 2            | «Staring at the Devil»  | Stephen Kay  | Taylor Sheridan                          | 22 de enero de 2023       |
| 13           | 3            | «Five at Five»          | Tasha Smith  | Keli Goff                                | 29 de enero de 2023       |
| 14           | 4            | «The Pool»              | Tasha Smith  | Evan Ball                                | 5 de febrero de 2023      |
| 15           | 5            | «Kill Box»              | Guy Ferland  | Leon Hendrix III                         | 12 de enero de 2023       |
| 16           | 6            | «Left with the Nose»    | Guy Ferland  | Christian Donovan                        | 19 de febrero de 2023     |
| 17           | 7            | «Drones»                | Stephen Kay  | Regina Corrado                           | 26 de febrero de 2023     |
| 18           | 8            | «Santa Jesus»           | Stephen Kay  | Hugh Dillon & Stephen Kay                | 5 de marzo de 2023        |
| 19           | 9            | «Peace in the Valley»   | Stephen Kay  | Christian Donovan & James Arcega Tinsley | 12 de marzo de 2023       |
| 20           | 10           | «Little Green Ant»      | Stephen Kay  | Regina Corrado & Dave Erickson           | 19 de marzo de 2023       |

## Producción
El proyecto se anunció por primera vez en enero de 2020, cuando Paramount Network ordenó la serie. En febrero de 2021, la serie se transfirió al servicio de transmisión Paramount+, con Jeremy Renner como protagonista. El mes siguiente, Dianne Wiest se unió al elenco, y Emma Laird, Derek Webster y Taylor Handley se agregaron en abril. El cocreador de la serie Hugh Dillon se unió al elenco junto a Pha'rez Lass y Tobi Bamtefa en mayo. Se reveló que Kyle Chandler se unió al elenco en agosto luego del lanzamiento de un póster teaser de la serie, mientras que Aidan Gillen y Hamish Allan-Headley se agregaron al elenco principal. El 1 de febrero de 2022, Paramount+ renovó la serie para una segunda temporada.
El rodaje de la primera temporada tuvo lugar del 17 de mayo al 4 de octubre de 2021 en Stratagem Studios en Toronto, Hamilton, Ontario, Burlington, Ontario y en Kingston, Ontario, principalmente en la Penitenciaría de Kingston.
En junio de 2022, el rodaje de la segunda temporada tuvo lugar en Lampe Marina y Presque Isle Bay cerca de Erie, Pensilvania.
Andrew Lockington compuso la música de la serie y la banda sonora fue lanzada por Lakeshore Records.

## Estreno
La primera temporada de la serie, compuesta de diez capítulos se estrenó el 14 de noviembre de 2021 en Paramount+. Los dos primeros episodios tuvieron su estreno lineal el 21 y 28 de noviembre de 2021 en Paramount Network, donde originalmente se suponía que saldrían al aire. La segunda temporada, también de diez episodios se estrenó el 15 de enero de 2023 en Paramount +.

## Recepción

### Temporada 1
El sitio web de reseñas Rotten Tomatoes reporta una aprobación del 35% por parte de los críticos y un 90% de aprobación por parte de la audiencia. El consenso de los críticos del sitio web dice: "A pesar de hacer campaña con un fuerte pedigrí, Mayor of Kingstown arruina sus posibilidades de reelección al darles a los electores demasiada tristeza y coraje y no suficientes razones para preocuparse". Metacritic, que utiliza un promedio ponderado, asignó una puntuación de 54 sobre 100 basándose en 15 críticas, lo que indica "críticas mixtas o promedio".
Durante su debut en Estados Unidos, que se transmitió simultáneamente por cable como medio de promoción, la serie atrajo 2,6 millones de espectadores de forma lineal, lo que lo convierte en el estreno más visto de Paramount Network desde 2018.

### Temporada 2
Rotten Tomatoes reporta una aprobación del 50% por parte de la crítica y un 93% de aprobación por parte de la audiencia. El sitio Metacritic asignó una puntuación de 60 sobre 100 basándose en 4 críticas, indicando "críticas mixtas o promedio".